# Supreme Ruler 2010
Supreme Ruler 2010 – strategiczna gra czasu rzeczywistego z serii Supreme Ruler wyprodukowana przez Battlegoat Studios i wydana przez Strategy First w 2005 i 2008 roku na PC.

## Rozrywka
Supreme Ruler 2010 jest strategiczną grą czasu rzeczywistego. Gracz przejmuje kontrolę nad jednym z 200 regionów. Przeciwnicy zostali wyposażeni w zaawansowaną sztuczną inteligencję. Grze zawarto 40 kampanii. Gracz może kontrolować eksport jedenastu głównych surowców. W grze wykorzystano zdjęcia satelitarne udostępnione przez NASA.
Wstęp do instrukcji gry został napisany przez pisarza powieści gatunku political fiction – Larry’ego Bonda.
W grze zawarto tryb gry wieloosobowej przez Internet lub LAN, w którym może uczestniczyć 16. graczy.